# Callulops fuscus
Espèce
Synonymes
- Phrynomantis fusca Peters, 1867
- Hylophorbus amboinensis Mertens, 1930

Statut de conservation UICN

 DD  : Données insuffisantes
Callulops fuscus est une espèce d'amphibiens de la famille des Microhylidae.

## Répartition
Cette espèce est endémique d'Indonésie. Elle est présente jusqu'à 50 m d'altitude à Ambon et à Céram aux Moluques et à Batanta en Nouvelle-Guinée occidentale,.

## Publications originales
- Mertens, 1930 : Die von Dr. F. Kopstein auf den Molukken und einigen benachbarten Inseln gesammelten Froschlurche. Zoologische Mededelingen Leiden, vol. 13, p. 141-150 (texte intégral).
- Peters, 1867 : Herpetologische Notizen. Monatsberichte der Königlichen Preussischen Akademie der Wissenschaften zu Berlin, vol. 1867, p. 13-37 (texte intégral).